# Turenbusch
Der Turenbusch ist ein Naturschutzgebiet mit einer Größe von etwa 29,1 ha in der zum Kreis Herford gehörenden Stadt Spenge. Es wird mit der Nummer HF-013 geführt und liegt an der Landesgrenze zwischen Nordrhein-Westfalen und Niedersachsen, die hier über weite Strecken von der Warmenau gebildet wird. 

## Flora und Fauna
Das Tal der Warmenau ist hier bei Bardüttingdorf als ein für das Ravensberger Land typisches Siek ausgeprägt. Das Siek umfasst neben Auewäldern (Erlenwald), Feucht- und Grünwiesen mehrere weitere Fließ- und Stillgewässer sowie an den Talhängen Buchenwälder. Die in die Warmenau entwässernden kleineren Fließgewässer fließen in naturbelassenen Kerbtälern, die nicht zum Siek umgestaltet wurden. Im Naturschutzgebiet Turenbusch kommt als einzigem Ort im Kreis Herford der Laubfrosch vor.